# Ducado de Estremera

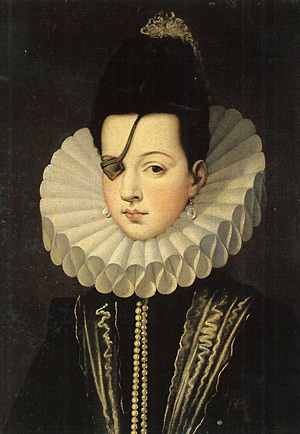
Ana de Mendoza de la Cerda, duquesa de Estremera, de Pastrana, principessa di Éboli.

Escudo de Estremera, (Madrid).

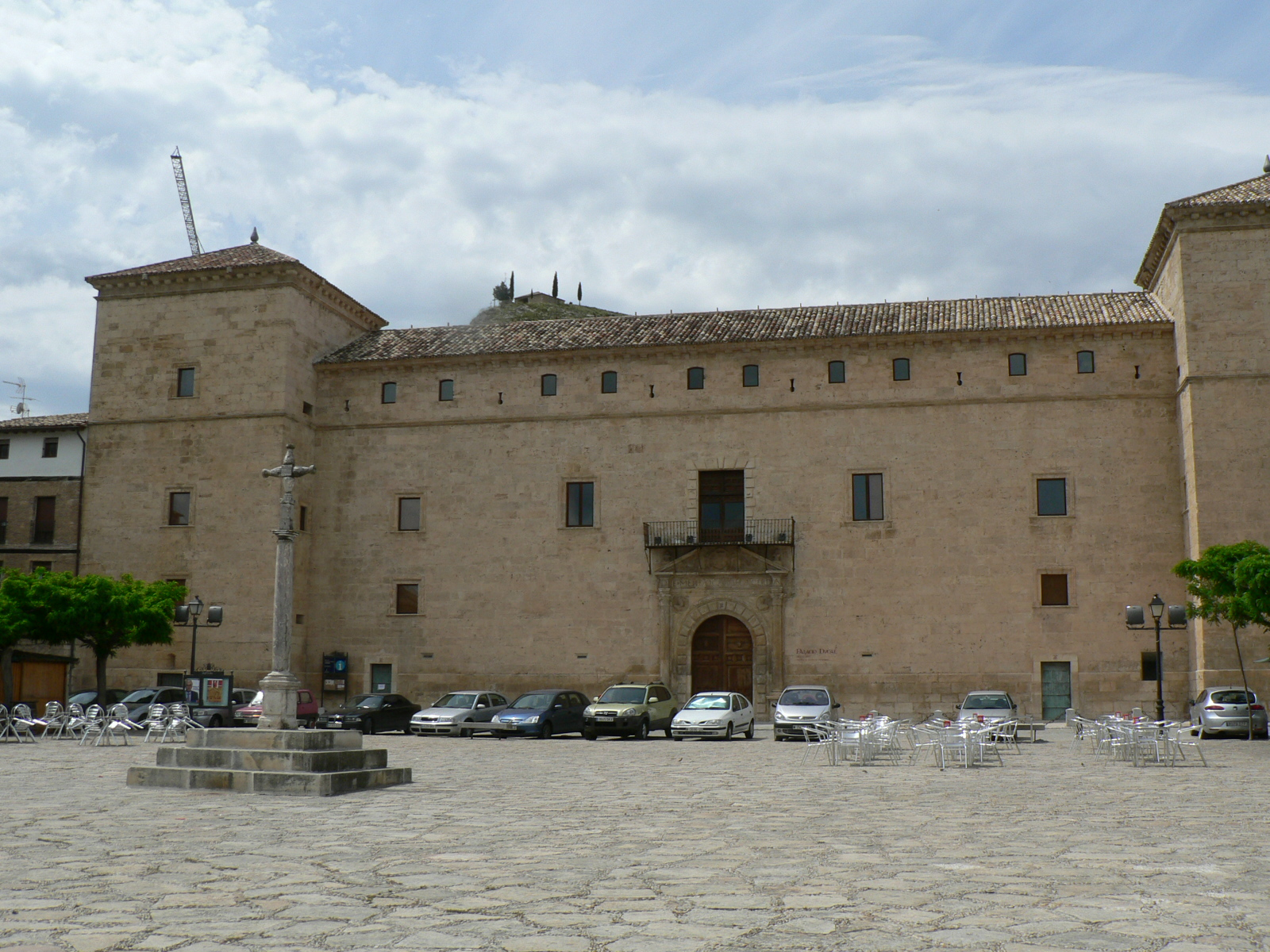
Palacio de los duques de Pastrana y de Estremera, en Pastrana, (Guadalajara).

El ducado de Estremera es un título nobiliario español, creado en 1568, por el rey Felipe II, a favor de Ruy Gómez de Silva.
Ruy Gómez de Silva, era hijo de Francisco de Silva, caballero portugués, iii señor de Chamusca e Ulme, emparentado con los reyes de León a través de sus familiares los condes de Cifuentes, y de María de Norohna.
Su denominación, hace referencia a la localidad de Estremera, actualmente perteneciente a la provincia de Madrid

## Antecedentes
Ruy Gómez de Silva y su esposa Ana de Mendoza de la Cerda, compraron en 1569, el señorío de Pastrana, y trasfirieron, en 1572, sobre dicho señorío el ducado de Estremera, por lo que pasaron a ser duques de Pastrana, quedando anulado el título de duque de Estremera. 
En sus orígenes, los títulos de Estremera y Pastrana eran un solo y mismo título, sin embargo, y a pesar de ello, los duques de Estremera, luego duques de Pastrana, se hacían nombrar por los dos títulos, haciendo pensar que eran dos títulos diferentes.
Todos los descendientes del i duque de Pastrana, hasta el xi duque, Mariano Téllez-Girón y Beaufort Spontin se intitularon con los títulos de duques de Pastrana y de Estremera, como si fueran dos títulos de duque diferentes, hasta que a la muerte de este, sin descendencia, la Corona distribuyó los numerosísimos títulos que se habían concentrado en su persona, treinta y nueve títulos ( trece ducados, doce marquesados, trece condados y un vizcondado), entre sus familiares, "olvidándose" de otorgar el ducado de Estremera, ya que este no existía legalmente desde que fue sustituido por el ducado de Pastrana.
Fue en 1913, cuando uno de sus descendientes, Iván de Bustos y Ruiz de Arana, solicitó la rehabilitación del ducado de Estremera, lo que se concedió a segundo titular, obviando que anteriormente había habido once duques de Pastrana que se habían intitulado también duques de Estremera, y confirmando de esta forma que solo el primer duque de Estremera lo había sido legalmente.

## Duques de Estremera
|                                 | Titular                                | Periodo                |
| Creación por Felipe II          | Creación por Felipe II                 | Creación por Felipe II |
| ------------------------------- | -------------------------------------- | ---------------------- |
| i                               | Ruy Gómez de Silva                     | 1568-1572              |
| Rehabilitación por Alfonso XIII |                                        |                        |
| ii                              | Iván de Bustos y Ruiz de Arana         | 1913-1964              |
| iii                             | Iván de Bustos y Téllez-Girón          | 1964-1977              |
| iv                              | María de la Asunción de Bustos y Marín | 1977-actual titular    |

## Historia de los duques de Estremera
- Ruy Gómez de Silva, i duque de Estremera, luego, por convalidación de este título, i duque de Pastrana, i Príncipe di Eboli, en el reino de Nápoles.

1. Casó con Ana de Mendoza de la Cerda, ii principessa di Melito, iii contessa di Melito, marquesa de Algecilla, ii duquesa de Francavilla, iii contessa di Aliano, hija única y heredera de Diego Hurtado de Mendoza y de la Cerda, i duque de Francavilla, marqués de Algecilla, i príncipe di Melito, ii conde di Melito, ii conde di Aliano

Su hijo Ruy Gómez de Silva y Mendoza fue ii duque de Pastrana, iii duque de Francavilla, marqués de Algecilla, etc. se intituló también ii duque de Estremera, título que usaron así mismo sus descendientes, "olvidándose" de que este ya no existía, al haberse sustituido por el de duque de Pastrana.
Rehabilitado en 1913:
Fue su descendiente lejano, Iván de Bustos y Ruiz de Arana, quién el 4 de marzo de 1913, consigue la rehabilitación del ducado de Estremera, por parte del rey Alfonso XIII, a segundo titular, por lo que oficialmente se convirtió en el sucesor del i duque:
- Iván de Bustos y Ruiz de Arana (n. en 1892), ii duque de Estremera, (quién hubiera sido el xii duque de Estremera, si se hubiera tenido por legal los que anteriormente usaron este título), gentilhombre grande de España con ejercicio y servidumbre del Rey Alfonso XIII.

1. Casó con Teresa Téllez-Girón y Fernández de Córdoba, xv condesa de Peñaranda de Bracamonte, hija de Francisco de Borja Téllez-Girón y Fernández de Velasco, xv duque de Escalona, xi duque de Uceda, xv marqués de Villena, xvi conde de Alba de Liste, ix conde de la Puebla de Alcocer, xi conde de Pinto, y de Ángela María Fernández de Córdoba y Pérez de Barradas, hija del XV duque de Medinaceli.
2. Casó con Ascensión Arroyo de Zalsidúa y Elorza. Le sucedió, de su primer matrimonio, su hijo:

- Iván de Bustos y Téllez-Girón († en 1972), iii duque de Estremera.

1. Casó con María del Rosario Marín Fernández. Le sucedió su hija:

- María de la Asunción de Bustos y Marín. iv duquesa de Estremera.

1. Casó con Trino de Fontcuberta y Alonso-Martínez, vi marqués de Bellamar, hijo del general Trino de Fontcuberta y Roger y de Adelaida Alonso-Martínez y Huelín, v marquesa de Bellamar.

ACTUAL DUQUESA DE ESTREMERA.